# 天田郡
- 令制国一覧 > 山陰道 > 丹波国 > 天田郡
- 日本 > 近畿地方 > 京都府 > 天田郡

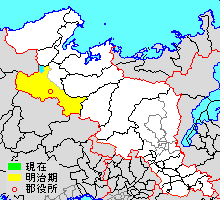
京都府天田郡の位置（水色：後に他郡から編入した地域）

天田郡（あまたぐん）は、京都府（丹波国）にあった郡。

## 郡域
1879年（明治12年）に行政区画として発足した当時の郡域は、福知山市の大部分（大江町各町・雲原・報恩寺・印内・山野口・私市を除く）にあたる。

## 歴史

### 古代

#### 郷
『和名類聚抄』に記される郡内の郷。
- 六部郷
- 土師郷
- 宗部郷
- 雀部郷
- 和久郷
- 拝師郷
- 庵我郷
- 川口郷
- 夜久郷
- 神戸郷

#### 式内社
『延喜式』神名帳に記される郡内の式内社。
| 神名帳             | 神名帳          | 神名帳 | 神名帳 | 比定社       | 比定社                   | 比定社 | 集成 |
| 社名               | 読み            | 格     | 付記   | 社名         | 所在地                   | 備考   | 集成 |
| ------------------ | --------------- | ------ | ------ | ------------ | ------------------------ | ------ | ---- |
| 天田郡 4座（並小） |                 |        |        |              |                          |        |      |
| 生野神社           | イクノノ        | 小     |        | 生野神社     | 京都府福知山市三俣       |        |      |
| 奄我神社           | アムカノ        | 小     |        | 奄我神社     | 京都府福知山市中字立戸   |        |      |
| 天照玉命神社       | アマテルタマノ- | 小     |        | 天照玉命神社 | 京都府福知山市今安       |        |      |
| 荒木神社           | アラキノ        | 小     |        | 荒木神社     | 京都府福知山市堀字荒木山 |        |      |
| 凡例を表示         |                 |        |        |              |                          |        |      |

### 近世以降の沿革
- 「旧高旧領取調帳」に記載されている明治初年時点での支配は以下の通り。幕府領は京都代官・久美浜代官所が管轄。篠山藩領2村は幕末時点では京都代官が管轄する幕府領であったが、明治2年に領地替えとなった[1]。（1町115村)

| 知行         | 知行                             | 村数     | 村名 |
| ------------ | -------------------------------- | -------- | --- |
| 幕府領       | 旗本領                           | 5村      | 菟原下村、細見辻村、下大内村、筈巻村、一ノ宮村 |
| 藩領         | 丹波福知山藩                     | 1町 58村 | 荒河村、岩井村、奥野部村、和久寺村、大門村、石場村、北山村、畑中村、談村、小牧村、樽水村、榎原村、拝師村、今安村、半田村、新庄村、厚村、笹尾村、正明寺村、室村、市寺村、立原村、十二村、牧村、漆端村、上天津村、下天津村、下小田村、上小田村、田和村、宮垣村、猪野々村、梅谷村、井田村、今西中村、畑村、額田村、千原村、末村、日置村、高内村、大油子村、小倉村、平野村、板生村、直見村、福知山町、南岡村、木村、堀村、和久市村、岩間村、多保市村、長田村、土師村、前田村、猪崎村、中村、池部村 |
| 藩領         | 丹波綾部藩                       | 23村     | 大身村、加用村、大原村、台頭村、上川合村、岼村、下川合村、細見中出村、草山村、寺尾村、千束村、芦淵村、萩原村、上野村、生野村、正後寺村、三俣村、池田村、岩崎村、宮村、大内村、日尾村、常願寺村 |
| 藩領         | 上総飯野藩                       | 15村     | 野花村、夷村、下佐々木村、中佐々木村、上佐々木村、喜多村、上野条村、下野条村、天座村、行積村、長尾村、一尾村、瘤木村、大呂村、上大内村 |
| 藩領         | 上総鶴牧藩                       | 3村      | 友淵村、高杉村、細見奥村 |
| 藩領         | 丹波柏原藩                       | 3村      | 田野村、川北村、石原村 |
| 藩領         | 丹波篠山藩                       | 2村      | 堀越村、坂室村 |
| 藩領         | 武蔵岡部藩                       | 1村      | 土村 |
| 幕府領・藩領 | 幕府領（京都）・岡部藩           | 1村      | 興村 |
| 幕府領・藩領 | 幕府領（久美浜）・柏原藩・綾部藩 | 1村      | 戸田村 |
| 幕府領・藩領 | 幕府領（久美浜）・綾部藩         | 1村      | 観音寺村 |
| 幕府領・藩領 | 旗本領・鶴牧藩                   | 1村      | 菟原中村 |
| 幕府領・藩領 | 旗本領・岡部藩                   | 1村      | 安井村 |

- 慶応4年
  - 2月19日（1868年3月12日） - 京都代官が管轄した幕府領が京都裁判所の管轄となる。
  - 4月19日（1868年5月21日） - 旗本領および久美浜代官所が管轄した幕府領が府中裁判所の管轄となる。
  - 4月 - 岡部藩が藩庁を移転して三河半原藩となる。
  - 閏4月28日（1868年6月18日） - 京都裁判所・府中裁判所の管轄地域が久美浜県の管轄となる。
  - 本年から明治3年にかけて飯野藩の領地が上総国に集約され、郡内の領地が消滅。
- 明治4年
  - 7月14日（1871年8月29日） - 廃藩置県により、藩領が福知山県、綾部県、鶴牧県、柏原県、篠山県、半原県の管轄となる。
  - 11月2日（1871年12月13日） - 第1次府県統合により、全域が豊岡県の管轄となる。
- 明治9年（1876年）8月21日 - 第2次府県統合により京都府の管轄となる。
- 明治12年（1879年）4月10日 - 郡区町村編制法の京都府での施行により、行政区画としての天田郡が発足。郡役所が福知山町の福知山城址に設置。
- 明治14年（1881年） - 南岡村・木村が合併して天田村となる。（1町114村)

### 町村制以降の沿革

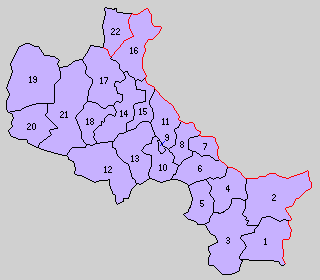
1.菟原村 2.川合村 3.細見村 4.上六人部村 5.中六人部村 6.下六人部村 7.西中筋村 8.雀部村 9.福知山町 10.曽我井村 11.庵我村 12.上豊富村 13.下豊富村 14.上川口村 15.下川口村 16.金山村 17.三岳村 18.金谷村 19.上夜久野村 20.中夜久野村 21.下夜久野村 22.雲原村（紫：福知山市）

- 明治22年（1889年）4月1日 - 町村制の施行により、下記の町村が発足。全域が現・福知山市。（1町20村）
  - 菟原村 ← 菟原中村、菟原下村、高杉村、友淵村、大身村
  - 川合村 ← 加用村、上川合村、下川合村、岼村、大原村、台頭村
  - 細見村 ← 細見辻村、細見中出村、細見奥村、草山村、寺尾村、千束村、芦淵村
  - 上六人部村 ← 萩原村、生野村、堀越村、上野村、正後寺村、坂室村、三俣村、池田村、岩崎村
  - 中六人部村 ← 宮村、大内村、田野村
  - 下六人部村 ← 長田村、多保市村、岩間村
  - 西中筋村 ← 土村、石原村、興村、観音寺村、戸田村
  - 雀部村 ← 土師村、前田村、川北村
  - 福知山町（単独町制[8]）
  - 曽我井村 ← 堀村、天田村、和久市村、笹尾村
  - 庵我村 ← 猪崎村、中村、池部村、安井村、筈巻村
  - 上豊富村 ← 談村、小牧村、北山村、樽水村、畑中村、石場村、榎原村
  - 下豊富村 ← 室村、市寺村、正明寺村、厚村、岩井村、荒河村、奥野部村、新庄村、今安村、半田村、和久寺村、大門村、拝師村
  - 上川口村 ← 野花村、立原村、十二村、夷村、上大内村、下大内村、下小田村、上小田村、大呂村
  - 下川口村 ← 漆端村、一尾村、上天津村、下天津村、牧村、瘤木村
  - 金山村 ← 下野条村、上野条村、行積村、長尾村、天座村
  - 三岳村 ← 上佐々木村、中佐々木村、下佐々木村、日尾村、喜多村、常願寺村、一ノ宮村
  - 金谷村 ← 猪野々村、梅谷村、田和村、宮垣村
  - 上夜久野村 ← 直見村、板生村、平野村
  - 中夜久野村 ← 日置村、末村、大油子村、高内村、小倉村
  - 下夜久野村 ← 井田村、今西中村、千原村、畑村、額田村
- 明治32年（1899年）7月1日 - 郡制を施行。
- 明治35年（1902年）4月1日 - 与謝郡雲原村の所属郡が本郡に変更。（1町21村）
- 大正7年（1918年）
  - 4月1日 - 曽我井村が福知山町に編入。（1町20村）
  - 10月1日 - 細見村が川合村の一部（大字下川合の一部）を編入。編入した地域が大字梅原となる。
- 大正12年（1923年）4月1日 - 郡会が廃止。郡役所は存続。
- 大正15年（1926年）7月1日 - 郡役所が廃止。以降は地域区分名称となる。
- 昭和11年（1936年）10月1日 - 雀部村・庵我村・下豊富村が福知山町に編入。（1町17村）
- 昭和12年（1937年）4月1日 - 福知山町が市制施行して福知山市となり、郡より離脱。（17村）
- 昭和24年（1949年）4月1日 - 西中筋村・下川口村・上豊富村が福知山市に編入。（14村）
- 昭和30年（1955年）
  - 3月1日 - 菟原村・細見村・川合村が合併して三和村が発足。（12村）
  - 4月1日 - 上六人部村・中六人部村・下六人部村・上川口村・金谷村・三岳村・金山村・雲原村が福知山市に編入。（4村）
- 昭和31年（1956年）
  - 4月1日 - 三和村が町制施行して三和町となる。（1町3村）
  - 9月30日 - 中夜久野村・下夜久野村が合併して夜久野町が発足。（2町1村）
- 昭和34年（1959年）1月1日 - 夜久野町・上夜久野村が合併し、改めて夜久野町が発足。（2町）
- 平成18年（2006年）1月1日 - 三和町・夜久野町が福知山市に編入。同日天田郡消滅。

### 変遷表
| 明治22年以前  | 明治22年以前    | 明治22年 4月1日 町村制施行 | 明治22年 - 大正15年            | 昭和元年 - 昭和30年            | 昭和元年 - 昭和30年           | 昭和31年 - 昭和64年        | 昭和31年 - 昭和64年              | 昭和31年 - 昭和64年        | 平成元年 - 現在               | 現在     |
| ------------- | --------------- | -------------------------- | ------------------------------ | ------------------------------ | ----------------------------- | -------------------------- | -------------------------------- | -------------------------- | ----------------------------- | -------- |
| 福知山町      | 福知山町        | 福知山町                   | 福知山町                       | 福知山町                       | 昭和12年4月1日 市制 福知山市  | 福知山市                   | 福知山市                         | 福知山市                   | 福知山市                      | 福知山市 |
| 堀村          | 堀村            | 曽我井村                   | 大正7年4月1日 福知山町に編入   | 福知山町                       | 昭和12年4月1日 市制 福知山市  | 福知山市                   | 福知山市                         | 福知山市                   | 福知山市                      | 福知山市 |
| 南岡村        | 明治14年 天田村 | 曽我井村                   | 大正7年4月1日 福知山町に編入   | 福知山町                       | 昭和12年4月1日 市制 福知山市  | 福知山市                   | 福知山市                         | 福知山市                   | 福知山市                      | 福知山市 |
| 木村          | 明治14年 天田村 | 曽我井村                   | 大正7年4月1日 福知山町に編入   | 福知山町                       | 昭和12年4月1日 市制 福知山市  | 福知山市                   | 福知山市                         | 福知山市                   | 福知山市                      | 福知山市 |
| 和久市村      |                 | 曽我井村                   | 大正7年4月1日 福知山町に編入   | 福知山町                       | 昭和12年4月1日 市制 福知山市  | 福知山市                   | 福知山市                         | 福知山市                   | 福知山市                      | 福知山市 |
| 笹尾村        |                 | 曽我井村                   | 大正7年4月1日 福知山町に編入   | 福知山町                       | 昭和12年4月1日 市制 福知山市  | 福知山市                   | 福知山市                         | 福知山市                   | 福知山市                      | 福知山市 |
| 土師村        | 土師村          | 雀部村                     | 雀部村                         | 昭和11年10月1日 福知山町に編入 | 昭和12年4月1日 市制 福知山市  | 福知山市                   | 福知山市                         | 福知山市                   | 福知山市                      | 福知山市 |
| 前田村        |                 | 雀部村                     | 雀部村                         | 昭和11年10月1日 福知山町に編入 | 昭和12年4月1日 市制 福知山市  | 福知山市                   | 福知山市                         | 福知山市                   | 福知山市                      | 福知山市 |
| 川北村        |                 | 雀部村                     | 雀部村                         | 昭和11年10月1日 福知山町に編入 | 昭和12年4月1日 市制 福知山市  | 福知山市                   | 福知山市                         | 福知山市                   | 福知山市                      | 福知山市 |
| 猪崎村        | 猪崎村          | 庵我村                     | 庵我村                         | 昭和11年10月1日 福知山町に編入 | 昭和12年4月1日 市制 福知山市  | 福知山市                   | 福知山市                         | 福知山市                   | 福知山市                      | 福知山市 |
| 中村          |                 | 庵我村                     | 庵我村                         | 昭和11年10月1日 福知山町に編入 | 昭和12年4月1日 市制 福知山市  | 福知山市                   | 福知山市                         | 福知山市                   | 福知山市                      | 福知山市 |
| 池部村        |                 | 庵我村                     | 庵我村                         | 昭和11年10月1日 福知山町に編入 | 昭和12年4月1日 市制 福知山市  | 福知山市                   | 福知山市                         | 福知山市                   | 福知山市                      | 福知山市 |
| 安井村        |                 | 庵我村                     | 庵我村                         | 昭和11年10月1日 福知山町に編入 | 昭和12年4月1日 市制 福知山市  | 福知山市                   | 福知山市                         | 福知山市                   | 福知山市                      | 福知山市 |
| 筈巻村        |                 | 庵我村                     | 庵我村                         | 昭和11年10月1日 福知山町に編入 | 昭和12年4月1日 市制 福知山市  | 福知山市                   | 福知山市                         | 福知山市                   | 福知山市                      | 福知山市 |
| 室村          | 室村            | 下豊富村                   | 下豊富村                       | 昭和11年10月1日 福知山町に編入 | 昭和12年4月1日 市制 福知山市  | 福知山市                   | 福知山市                         | 福知山市                   | 福知山市                      | 福知山市 |
| 市寺村        |                 | 下豊富村                   | 下豊富村                       | 昭和11年10月1日 福知山町に編入 | 昭和12年4月1日 市制 福知山市  | 福知山市                   | 福知山市                         | 福知山市                   | 福知山市                      | 福知山市 |
| 正明寺村      |                 | 下豊富村                   | 下豊富村                       | 昭和11年10月1日 福知山町に編入 | 昭和12年4月1日 市制 福知山市  | 福知山市                   | 福知山市                         | 福知山市                   | 福知山市                      | 福知山市 |
| 厚村          |                 | 下豊富村                   | 下豊富村                       | 昭和11年10月1日 福知山町に編入 | 昭和12年4月1日 市制 福知山市  | 福知山市                   | 福知山市                         | 福知山市                   | 福知山市                      | 福知山市 |
| 岩井村        |                 | 下豊富村                   | 下豊富村                       | 昭和11年10月1日 福知山町に編入 | 昭和12年4月1日 市制 福知山市  | 福知山市                   | 福知山市                         | 福知山市                   | 福知山市                      | 福知山市 |
| 荒河村        |                 | 下豊富村                   | 下豊富村                       | 昭和11年10月1日 福知山町に編入 | 昭和12年4月1日 市制 福知山市  | 福知山市                   | 福知山市                         | 福知山市                   | 福知山市                      | 福知山市 |
| 奥野部村      |                 | 下豊富村                   | 下豊富村                       | 昭和11年10月1日 福知山町に編入 | 昭和12年4月1日 市制 福知山市  | 福知山市                   | 福知山市                         | 福知山市                   | 福知山市                      | 福知山市 |
| 新庄村        |                 | 下豊富村                   | 下豊富村                       | 昭和11年10月1日 福知山町に編入 | 昭和12年4月1日 市制 福知山市  | 福知山市                   | 福知山市                         | 福知山市                   | 福知山市                      | 福知山市 |
| 今安村        |                 | 下豊富村                   | 下豊富村                       | 昭和11年10月1日 福知山町に編入 | 昭和12年4月1日 市制 福知山市  | 福知山市                   | 福知山市                         | 福知山市                   | 福知山市                      | 福知山市 |
| 半田村        |                 | 下豊富村                   | 下豊富村                       | 昭和11年10月1日 福知山町に編入 | 昭和12年4月1日 市制 福知山市  | 福知山市                   | 福知山市                         | 福知山市                   | 福知山市                      | 福知山市 |
| 和久寺村      |                 | 下豊富村                   | 下豊富村                       | 昭和11年10月1日 福知山町に編入 | 昭和12年4月1日 市制 福知山市  | 福知山市                   | 福知山市                         | 福知山市                   | 福知山市                      | 福知山市 |
| 大門村        |                 | 下豊富村                   | 下豊富村                       | 昭和11年10月1日 福知山町に編入 | 昭和12年4月1日 市制 福知山市  | 福知山市                   | 福知山市                         | 福知山市                   | 福知山市                      | 福知山市 |
| 拝師村        |                 | 下豊富村                   | 下豊富村                       | 昭和11年10月1日 福知山町に編入 | 昭和12年4月1日 市制 福知山市  | 福知山市                   | 福知山市                         | 福知山市                   | 福知山市                      | 福知山市 |
| 談村          | 談村            | 上豊富村                   | 上豊富村                       | 上豊富村                       | 昭和24年4月1日 福知山市に編入 | 福知山市                   | 福知山市                         | 福知山市                   | 福知山市                      | 福知山市 |
| 小牧村        |                 | 上豊富村                   | 上豊富村                       | 上豊富村                       | 昭和24年4月1日 福知山市に編入 | 福知山市                   | 福知山市                         | 福知山市                   | 福知山市                      | 福知山市 |
| 北山村        |                 | 上豊富村                   | 上豊富村                       | 上豊富村                       | 昭和24年4月1日 福知山市に編入 | 福知山市                   | 福知山市                         | 福知山市                   | 福知山市                      | 福知山市 |
| 樽水村        |                 | 上豊富村                   | 上豊富村                       | 上豊富村                       | 昭和24年4月1日 福知山市に編入 | 福知山市                   | 福知山市                         | 福知山市                   | 福知山市                      | 福知山市 |
| 畑中村        |                 | 上豊富村                   | 上豊富村                       | 上豊富村                       | 昭和24年4月1日 福知山市に編入 | 福知山市                   | 福知山市                         | 福知山市                   | 福知山市                      | 福知山市 |
| 石場村        |                 | 上豊富村                   | 上豊富村                       | 上豊富村                       | 昭和24年4月1日 福知山市に編入 | 福知山市                   | 福知山市                         | 福知山市                   | 福知山市                      | 福知山市 |
| 榎原村        |                 | 上豊富村                   | 上豊富村                       | 上豊富村                       | 昭和24年4月1日 福知山市に編入 | 福知山市                   | 福知山市                         | 福知山市                   | 福知山市                      | 福知山市 |
| 土村          | 土村            | 西中筋村                   | 西中筋村                       | 西中筋村                       | 昭和24年4月1日 福知山市に編入 | 福知山市                   | 福知山市                         | 福知山市                   | 福知山市                      | 福知山市 |
| 石原村        |                 | 西中筋村                   | 西中筋村                       | 西中筋村                       | 昭和24年4月1日 福知山市に編入 | 福知山市                   | 福知山市                         | 福知山市                   | 福知山市                      | 福知山市 |
| 興村          |                 | 西中筋村                   | 西中筋村                       | 西中筋村                       | 昭和24年4月1日 福知山市に編入 | 福知山市                   | 福知山市                         | 福知山市                   | 福知山市                      | 福知山市 |
| 観音寺村      |                 | 西中筋村                   | 西中筋村                       | 西中筋村                       | 昭和24年4月1日 福知山市に編入 | 福知山市                   | 福知山市                         | 福知山市                   | 福知山市                      | 福知山市 |
| 戸田村        |                 | 西中筋村                   | 西中筋村                       | 西中筋村                       | 昭和24年4月1日 福知山市に編入 | 福知山市                   | 福知山市                         | 福知山市                   | 福知山市                      | 福知山市 |
| 漆端村        | 漆端村          | 下川口村                   | 下川口村                       | 下川口村                       | 昭和24年4月1日 福知山市に編入 | 福知山市                   | 福知山市                         | 福知山市                   | 福知山市                      | 福知山市 |
| 一尾村        |                 | 下川口村                   | 下川口村                       | 下川口村                       | 昭和24年4月1日 福知山市に編入 | 福知山市                   | 福知山市                         | 福知山市                   | 福知山市                      | 福知山市 |
| 上天津村      |                 | 下川口村                   | 下川口村                       | 下川口村                       | 昭和24年4月1日 福知山市に編入 | 福知山市                   | 福知山市                         | 福知山市                   | 福知山市                      | 福知山市 |
| 下天津村      |                 | 下川口村                   | 下川口村                       | 下川口村                       | 昭和24年4月1日 福知山市に編入 | 福知山市                   | 福知山市                         | 福知山市                   | 福知山市                      | 福知山市 |
| 牧村          |                 | 下川口村                   | 下川口村                       | 下川口村                       | 昭和24年4月1日 福知山市に編入 | 福知山市                   | 福知山市                         | 福知山市                   | 福知山市                      | 福知山市 |
| 瘤木村        |                 | 下川口村                   | 下川口村                       | 下川口村                       | 昭和24年4月1日 福知山市に編入 | 福知山市                   | 福知山市                         | 福知山市                   | 福知山市                      | 福知山市 |
| 野花村        | 野花村          | 上川口村                   | 上川口村                       | 上川口村                       | 昭和30年4月1日 福知山市に編入 | 福知山市                   | 福知山市                         | 福知山市                   | 福知山市                      | 福知山市 |
| 立原村        |                 | 上川口村                   | 上川口村                       | 上川口村                       | 昭和30年4月1日 福知山市に編入 | 福知山市                   | 福知山市                         | 福知山市                   | 福知山市                      | 福知山市 |
| 十二村        |                 | 上川口村                   | 上川口村                       | 上川口村                       | 昭和30年4月1日 福知山市に編入 | 福知山市                   | 福知山市                         | 福知山市                   | 福知山市                      | 福知山市 |
| 夷村          |                 | 上川口村                   | 上川口村                       | 上川口村                       | 昭和30年4月1日 福知山市に編入 | 福知山市                   | 福知山市                         | 福知山市                   | 福知山市                      | 福知山市 |
| 上大内村      |                 | 上川口村                   | 上川口村                       | 上川口村                       | 昭和30年4月1日 福知山市に編入 | 福知山市                   | 福知山市                         | 福知山市                   | 福知山市                      | 福知山市 |
| 下大内村      |                 | 上川口村                   | 上川口村                       | 上川口村                       | 昭和30年4月1日 福知山市に編入 | 福知山市                   | 福知山市                         | 福知山市                   | 福知山市                      | 福知山市 |
| 下小田村      |                 | 上川口村                   | 上川口村                       | 上川口村                       | 昭和30年4月1日 福知山市に編入 | 福知山市                   | 福知山市                         | 福知山市                   | 福知山市                      | 福知山市 |
| 上小田村      |                 | 上川口村                   | 上川口村                       | 上川口村                       | 昭和30年4月1日 福知山市に編入 | 福知山市                   | 福知山市                         | 福知山市                   | 福知山市                      | 福知山市 |
| 大呂村        |                 | 上川口村                   | 上川口村                       | 上川口村                       | 昭和30年4月1日 福知山市に編入 | 福知山市                   | 福知山市                         | 福知山市                   | 福知山市                      | 福知山市 |
| 萩原村        | 萩原村          | 上六人部村                 | 上六人部村                     | 上六人部村                     | 昭和30年4月1日 福知山市に編入 | 福知山市                   | 福知山市                         | 福知山市                   | 福知山市                      | 福知山市 |
| 生野村        |                 | 上六人部村                 | 上六人部村                     | 上六人部村                     | 昭和30年4月1日 福知山市に編入 | 福知山市                   | 福知山市                         | 福知山市                   | 福知山市                      | 福知山市 |
| 堀越村        |                 | 上六人部村                 | 上六人部村                     | 上六人部村                     | 昭和30年4月1日 福知山市に編入 | 福知山市                   | 福知山市                         | 福知山市                   | 福知山市                      | 福知山市 |
| 上野村        |                 | 上六人部村                 | 上六人部村                     | 上六人部村                     | 昭和30年4月1日 福知山市に編入 | 福知山市                   | 福知山市                         | 福知山市                   | 福知山市                      | 福知山市 |
| 正後寺村      |                 | 上六人部村                 | 上六人部村                     | 上六人部村                     | 昭和30年4月1日 福知山市に編入 | 福知山市                   | 福知山市                         | 福知山市                   | 福知山市                      | 福知山市 |
| 坂室村        |                 | 上六人部村                 | 上六人部村                     | 上六人部村                     | 昭和30年4月1日 福知山市に編入 | 福知山市                   | 福知山市                         | 福知山市                   | 福知山市                      | 福知山市 |
| 三俣村        |                 | 上六人部村                 | 上六人部村                     | 上六人部村                     | 昭和30年4月1日 福知山市に編入 | 福知山市                   | 福知山市                         | 福知山市                   | 福知山市                      | 福知山市 |
| 池田村        |                 | 上六人部村                 | 上六人部村                     | 上六人部村                     | 昭和30年4月1日 福知山市に編入 | 福知山市                   | 福知山市                         | 福知山市                   | 福知山市                      | 福知山市 |
| 岩崎村        |                 | 上六人部村                 | 上六人部村                     | 上六人部村                     | 昭和30年4月1日 福知山市に編入 | 福知山市                   | 福知山市                         | 福知山市                   | 福知山市                      | 福知山市 |
| 宮村          | 宮村            | 中六人部村                 | 中六人部村                     | 中六人部村                     | 昭和30年4月1日 福知山市に編入 | 福知山市                   | 福知山市                         | 福知山市                   | 福知山市                      | 福知山市 |
| 大内村        |                 | 中六人部村                 | 中六人部村                     | 中六人部村                     | 昭和30年4月1日 福知山市に編入 | 福知山市                   | 福知山市                         | 福知山市                   | 福知山市                      | 福知山市 |
| 田野村        |                 | 中六人部村                 | 中六人部村                     | 中六人部村                     | 昭和30年4月1日 福知山市に編入 | 福知山市                   | 福知山市                         | 福知山市                   | 福知山市                      | 福知山市 |
| 長田村        | 長田村          | 下六人部村                 | 下六人部村                     | 下六人部村                     | 昭和30年4月1日 福知山市に編入 | 福知山市                   | 福知山市                         | 福知山市                   | 福知山市                      | 福知山市 |
| 多保市村      |                 | 下六人部村                 | 下六人部村                     | 下六人部村                     | 昭和30年4月1日 福知山市に編入 | 福知山市                   | 福知山市                         | 福知山市                   | 福知山市                      | 福知山市 |
| 岩間村        |                 | 下六人部村                 | 下六人部村                     | 下六人部村                     | 昭和30年4月1日 福知山市に編入 | 福知山市                   | 福知山市                         | 福知山市                   | 福知山市                      | 福知山市 |
| 上佐々木村    | 上佐々木村      | 三岳村                     | 三岳村                         | 三岳村                         | 昭和30年4月1日 福知山市に編入 | 福知山市                   | 福知山市                         | 福知山市                   | 福知山市                      | 福知山市 |
| 中佐々木村    |                 | 三岳村                     | 三岳村                         | 三岳村                         | 昭和30年4月1日 福知山市に編入 | 福知山市                   | 福知山市                         | 福知山市                   | 福知山市                      | 福知山市 |
| 下佐々木村    |                 | 三岳村                     | 三岳村                         | 三岳村                         | 昭和30年4月1日 福知山市に編入 | 福知山市                   | 福知山市                         | 福知山市                   | 福知山市                      | 福知山市 |
| 日尾村        |                 | 三岳村                     | 三岳村                         | 三岳村                         | 昭和30年4月1日 福知山市に編入 | 福知山市                   | 福知山市                         | 福知山市                   | 福知山市                      | 福知山市 |
| 喜多村        |                 | 三岳村                     | 三岳村                         | 三岳村                         | 昭和30年4月1日 福知山市に編入 | 福知山市                   | 福知山市                         | 福知山市                   | 福知山市                      | 福知山市 |
| 常願寺村      |                 | 三岳村                     | 三岳村                         | 三岳村                         | 昭和30年4月1日 福知山市に編入 | 福知山市                   | 福知山市                         | 福知山市                   | 福知山市                      | 福知山市 |
| 一ノ宮村      |                 | 三岳村                     | 三岳村                         | 三岳村                         | 昭和30年4月1日 福知山市に編入 | 福知山市                   | 福知山市                         | 福知山市                   | 福知山市                      | 福知山市 |
| 猪野々村      | 猪野々村        | 金谷村                     | 金谷村                         | 金谷村                         | 昭和30年4月1日 福知山市に編入 | 福知山市                   | 福知山市                         | 福知山市                   | 福知山市                      | 福知山市 |
| 梅谷村        |                 | 金谷村                     | 金谷村                         | 金谷村                         | 昭和30年4月1日 福知山市に編入 | 福知山市                   | 福知山市                         | 福知山市                   | 福知山市                      | 福知山市 |
| 田和村        |                 | 金谷村                     | 金谷村                         | 金谷村                         | 昭和30年4月1日 福知山市に編入 | 福知山市                   | 福知山市                         | 福知山市                   | 福知山市                      | 福知山市 |
| 宮垣村        |                 | 金谷村                     | 金谷村                         | 金谷村                         | 昭和30年4月1日 福知山市に編入 | 福知山市                   | 福知山市                         | 福知山市                   | 福知山市                      | 福知山市 |
| 下野条村      | 下野条村        | 金山村                     | 金山村                         | 金山村                         | 昭和30年4月1日 福知山市に編入 | 福知山市                   | 福知山市                         | 福知山市                   | 福知山市                      | 福知山市 |
| 上野条村      |                 | 金山村                     | 金山村                         | 金山村                         | 昭和30年4月1日 福知山市に編入 | 福知山市                   | 福知山市                         | 福知山市                   | 福知山市                      | 福知山市 |
| 行積村        |                 | 金山村                     | 金山村                         | 金山村                         | 昭和30年4月1日 福知山市に編入 | 福知山市                   | 福知山市                         | 福知山市                   | 福知山市                      | 福知山市 |
| 長尾村        |                 | 金山村                     | 金山村                         | 金山村                         | 昭和30年4月1日 福知山市に編入 | 福知山市                   | 福知山市                         | 福知山市                   | 福知山市                      | 福知山市 |
| 天座村        |                 | 金山村                     | 金山村                         | 金山村                         | 昭和30年4月1日 福知山市に編入 | 福知山市                   | 福知山市                         | 福知山市                   | 福知山市                      | 福知山市 |
| 与謝郡 雲原村 | 与謝郡 雲原村   | 与謝郡 雲原村              | 明治35年4月1日 所属変更 天田郡 | 雲原村                         | 昭和30年4月1日 福知山市に編入 | 福知山市                   | 福知山市                         | 福知山市                   | 福知山市                      | 福知山市 |
| 加用村        | 加用村          | 川合村                     | 川合村                         | 川合村                         | 昭和30年3月1日 三和村         | 昭和31年4月1日 町制 三和町 | 昭和31年4月1日 町制 三和町       | 昭和31年4月1日 町制 三和町 | 平成18年1月1日 福知山市に編入 | 福知山市 |
| 岼村          |                 | 川合村                     | 川合村                         | 川合村                         | 昭和30年3月1日 三和村         | 昭和31年4月1日 町制 三和町 | 昭和31年4月1日 町制 三和町       | 昭和31年4月1日 町制 三和町 | 平成18年1月1日 福知山市に編入 | 福知山市 |
| 大原村        |                 | 川合村                     | 川合村                         | 川合村                         | 昭和30年3月1日 三和村         | 昭和31年4月1日 町制 三和町 | 昭和31年4月1日 町制 三和町       | 昭和31年4月1日 町制 三和町 | 平成18年1月1日 福知山市に編入 | 福知山市 |
| 台頭村        |                 | 川合村                     | 川合村                         | 川合村                         | 昭和30年3月1日 三和村         | 昭和31年4月1日 町制 三和町 | 昭和31年4月1日 町制 三和町       | 昭和31年4月1日 町制 三和町 | 平成18年1月1日 福知山市に編入 | 福知山市 |
| 上川合村      |                 | 川合村                     | 川合村                         | 川合村                         | 昭和30年3月1日 三和村         | 昭和31年4月1日 町制 三和町 | 昭和31年4月1日 町制 三和町       | 昭和31年4月1日 町制 三和町 | 平成18年1月1日 福知山市に編入 | 福知山市 |
| 下川合村      | 一部を除く      | 川合村                     | 川合村                         | 川合村                         | 昭和30年3月1日 三和村         | 昭和31年4月1日 町制 三和町 | 昭和31年4月1日 町制 三和町       | 昭和31年4月1日 町制 三和町 | 平成18年1月1日 福知山市に編入 | 福知山市 |
| 下川合村      | 一部            | 川合村                     | 大正7年10月1日 細見村に編入    | 細見村                         | 昭和30年3月1日 三和村         | 昭和31年4月1日 町制 三和町 | 昭和31年4月1日 町制 三和町       | 昭和31年4月1日 町制 三和町 | 平成18年1月1日 福知山市に編入 | 福知山市 |
| 細見辻村      | 細見辻村        | 細見村                     | 細見村                         | 細見村                         | 昭和30年3月1日 三和村         | 昭和31年4月1日 町制 三和町 | 昭和31年4月1日 町制 三和町       | 昭和31年4月1日 町制 三和町 | 平成18年1月1日 福知山市に編入 | 福知山市 |
| 細見中出村    |                 | 細見村                     | 細見村                         | 細見村                         | 昭和30年3月1日 三和村         | 昭和31年4月1日 町制 三和町 | 昭和31年4月1日 町制 三和町       | 昭和31年4月1日 町制 三和町 | 平成18年1月1日 福知山市に編入 | 福知山市 |
| 細見奥村      |                 | 細見村                     | 細見村                         | 細見村                         | 昭和30年3月1日 三和村         | 昭和31年4月1日 町制 三和町 | 昭和31年4月1日 町制 三和町       | 昭和31年4月1日 町制 三和町 | 平成18年1月1日 福知山市に編入 | 福知山市 |
| 草山村        |                 | 細見村                     | 細見村                         | 細見村                         | 昭和30年3月1日 三和村         | 昭和31年4月1日 町制 三和町 | 昭和31年4月1日 町制 三和町       | 昭和31年4月1日 町制 三和町 | 平成18年1月1日 福知山市に編入 | 福知山市 |
| 寺尾村        |                 | 細見村                     | 細見村                         | 細見村                         | 昭和30年3月1日 三和村         | 昭和31年4月1日 町制 三和町 | 昭和31年4月1日 町制 三和町       | 昭和31年4月1日 町制 三和町 | 平成18年1月1日 福知山市に編入 | 福知山市 |
| 千束村        |                 | 細見村                     | 細見村                         | 細見村                         | 昭和30年3月1日 三和村         | 昭和31年4月1日 町制 三和町 | 昭和31年4月1日 町制 三和町       | 昭和31年4月1日 町制 三和町 | 平成18年1月1日 福知山市に編入 | 福知山市 |
| 芦淵村        |                 | 細見村                     | 細見村                         | 細見村                         | 昭和30年3月1日 三和村         | 昭和31年4月1日 町制 三和町 | 昭和31年4月1日 町制 三和町       | 昭和31年4月1日 町制 三和町 | 平成18年1月1日 福知山市に編入 | 福知山市 |
| 菟原中村      | 菟原中村        | 菟原村                     | 菟原村                         | 菟原村                         | 昭和30年3月1日 三和村         | 昭和31年4月1日 町制 三和町 | 昭和31年4月1日 町制 三和町       | 昭和31年4月1日 町制 三和町 | 平成18年1月1日 福知山市に編入 | 福知山市 |
| 菟原下村      |                 | 菟原村                     | 菟原村                         | 菟原村                         | 昭和30年3月1日 三和村         | 昭和31年4月1日 町制 三和町 | 昭和31年4月1日 町制 三和町       | 昭和31年4月1日 町制 三和町 | 平成18年1月1日 福知山市に編入 | 福知山市 |
| 高杉村        |                 | 菟原村                     | 菟原村                         | 菟原村                         | 昭和30年3月1日 三和村         | 昭和31年4月1日 町制 三和町 | 昭和31年4月1日 町制 三和町       | 昭和31年4月1日 町制 三和町 | 平成18年1月1日 福知山市に編入 | 福知山市 |
| 友淵村        |                 | 菟原村                     | 菟原村                         | 菟原村                         | 昭和30年3月1日 三和村         | 昭和31年4月1日 町制 三和町 | 昭和31年4月1日 町制 三和町       | 昭和31年4月1日 町制 三和町 | 平成18年1月1日 福知山市に編入 | 福知山市 |
| 大身村        |                 | 菟原村                     | 菟原村                         | 菟原村                         | 昭和30年3月1日 三和村         | 昭和31年4月1日 町制 三和町 | 昭和31年4月1日 町制 三和町       | 昭和31年4月1日 町制 三和町 | 平成18年1月1日 福知山市に編入 | 福知山市 |
| 直見村        | 直見村          | 上夜久野村                 | 上夜久野村                     | 上夜久野村                     | 上夜久野村                    | 上夜久野村                 | 上夜久野村                       | 昭和34年1月1日 夜久野町    | 平成18年1月1日 福知山市に編入 | 福知山市 |
| 板生村        |                 | 上夜久野村                 | 上夜久野村                     | 上夜久野村                     | 上夜久野村                    | 上夜久野村                 | 上夜久野村                       | 昭和34年1月1日 夜久野町    | 平成18年1月1日 福知山市に編入 | 福知山市 |
| 平野村        |                 | 上夜久野村                 | 上夜久野村                     | 上夜久野村                     | 上夜久野村                    | 上夜久野村                 | 上夜久野村                       | 昭和34年1月1日 夜久野町    | 平成18年1月1日 福知山市に編入 | 福知山市 |
| 大油子村      | 大油子村        | 中夜久野村                 | 中夜久野村                     | 中夜久野村                     | 中夜久野村                    | 昭和31年9月30日 夜久野町   | 昭和33年11月1日 上夜久野村に編入 | 昭和34年1月1日 夜久野町    | 平成18年1月1日 福知山市に編入 | 福知山市 |
| 小倉村        |                 | 中夜久野村                 | 中夜久野村                     | 中夜久野村                     | 中夜久野村                    | 昭和31年9月30日 夜久野町   | 昭和33年11月1日 上夜久野村に編入 | 昭和34年1月1日 夜久野町    | 平成18年1月1日 福知山市に編入 | 福知山市 |
| 日置村        | 日置村          | 中夜久野村                 | 中夜久野村                     | 中夜久野村                     | 中夜久野村                    | 昭和31年9月30日 夜久野町   | 夜久野町                         | 昭和34年1月1日 夜久野町    | 平成18年1月1日 福知山市に編入 | 福知山市 |
| 末村          |                 | 中夜久野村                 | 中夜久野村                     | 中夜久野村                     | 中夜久野村                    | 昭和31年9月30日 夜久野町   | 夜久野町                         | 昭和34年1月1日 夜久野町    | 平成18年1月1日 福知山市に編入 | 福知山市 |
| 高内村        |                 | 中夜久野村                 | 中夜久野村                     | 中夜久野村                     | 中夜久野村                    | 昭和31年9月30日 夜久野町   | 夜久野町                         | 昭和34年1月1日 夜久野町    | 平成18年1月1日 福知山市に編入 | 福知山市 |
| 井田村        | 井田村          | 下夜久野村                 | 下夜久野村                     | 下夜久野村                     | 下夜久野村                    | 昭和31年9月30日 夜久野町   | 夜久野町                         | 昭和34年1月1日 夜久野町    | 平成18年1月1日 福知山市に編入 | 福知山市 |
| 今西中村      |                 | 下夜久野村                 | 下夜久野村                     | 下夜久野村                     | 下夜久野村                    | 昭和31年9月30日 夜久野町   | 夜久野町                         | 昭和34年1月1日 夜久野町    | 平成18年1月1日 福知山市に編入 | 福知山市 |
| 千原村        |                 | 下夜久野村                 | 下夜久野村                     | 下夜久野村                     | 下夜久野村                    | 昭和31年9月30日 夜久野町   | 夜久野町                         | 昭和34年1月1日 夜久野町    | 平成18年1月1日 福知山市に編入 | 福知山市 |
| 畑村          |                 | 下夜久野村                 | 下夜久野村                     | 下夜久野村                     | 下夜久野村                    | 昭和31年9月30日 夜久野町   | 夜久野町                         | 昭和34年1月1日 夜久野町    | 平成18年1月1日 福知山市に編入 | 福知山市 |
| 額田村        |                 | 下夜久野村                 | 下夜久野村                     | 下夜久野村                     | 下夜久野村                    | 昭和31年9月30日 夜久野町   | 夜久野町                         | 昭和34年1月1日 夜久野町    | 平成18年1月1日 福知山市に編入 | 福知山市 |

## 行政
歴代郡長
| 代 | 氏名 | 就任年月日                | 退任年月日                | 備考                   |
| -- | ---- | ------------------------- | ------------------------- | ---------------------- |
| 1  |      | 明治11年（1879年）4月10日 |                           |                        |
|    |      |                           | 大正15年（1926年）6月30日 | 郡役所廃止により、廃官 |